# Campylopodium proscriptum
Campylopodium proscriptum là một loài Rêu trong họ Dicranaceae. Loài này được (Hornsch.) Broth. mô tả khoa học đầu tiên năm 1901.